# Vesna Rožič
Vesna Rožič (Ljubljana, 23 de marzo de 1987 – Burghausen, 23 de agosto de 2013) fue una ajedrecista eslovena. Recibió el Título FIDE de Maestra Internacional (WIM) en mayo de 2006. Rožič llegó a estar posicionada como la segunda mejor mujer eslovena, por detrás de Anna Muzychuk. Ganó el Campeonato femenino de Eslovenia en 2007 y 2010. En 2007, Rožič se coronó como el Campeonato del Mediterráneo de ajedrez en Antalya. En competiciones por equipos, representó a Eslovenia en cuatro Olimpiadas de Ajedrez femenina (2002, 2008, 2010 y 2012), cuatro Campeonato de Europa de ajedrez por equipos (2005, 2007, 2009 y 2011), Seis Copas Mitropa femeninos (2005, 2006, 2007, 2009, 2010 y 2012) y cuatro Campeonatos Europeos Sub-18 femeninos (2001, 2002, 2003 y 2004). En la Copa Mitropa femenina, ganó la medalla de oro por equipso (en 2005 y 2006), cuatro platas (en 2007, 2009, 2010 y 2012) y dos oros en categoría individual (en 2006 y 2012).
Rožič abría frecuentemente con la Apertura de peón de dama con blancas y la Defensa francesa con negras.
Rožič murió de un Cáncer de peritoneo el 23 de agosto de 2013.